# Гагин, Александр Владимирович
Александр Владимирович Гагин (род. 29 сентября 1971 года, Энгельс, Саратовская область, СССР) — российский веб-деятель и журналист. Главред Promo Interactive, экс-главред журнала «Internet».
Называется одним из «старожилов» Рунета, в оном же создатель и автор первого веб-обозрения «Паравозов-News» (называется также первым рунетовским блогом, Гагин вел его под псевдонимом Иван Паравозов).
Достигал второго места в рейтинге ЕЖЕ-листа.

## Биография
Вспоминал, что до 17 лет жил в Энгельсе, был отличником.
В 1988—1994 гг. получал образование в МИФИ, окончил его как инженер-физик.
С 1996 года профессионально занимается Интернетом. В ноябре того же года (с 6 ноября) в сети появились первые выпуски веб-обозрения «Паравозов-News», бессменным автором которого являлся Гагин. (Выходили до 9 июня 2001 года.)
Участвовал в создании первой российской компании, профессионально занявшейся интернет-контентом — «Нетскейт», руководил там отделом веб-разработок.
В 1997-99 гг. — главный редактор журнала «Интернет», в 2000—2001 гг. — компании «НТВ-Портал.ком». В 1998 г. один из создателей проекта Форум.мск.
В 2002—2003 гг. замдиректора, главредактор Дирекции интернет-вещания ВГТРК.
В 2003—2004 гг. заместитель гендиректора, шеф-редактор редакции электронных версий «Российской газеты».
Шеф-редактор MediaRevolution.ru.
Редактор рубрики «Интернет» в «Газете.ру». Автор «Антологии фольклора российского интернета». В 2002 г. высказывал мнение, что «борьба с терроризмом и экологические угрозы приведут к созданию мирового „силового“ чрезвычайного управляющего органа (не правительства, а по предотвращению и решению ЧС), который, в том числе, усилит контроль над интернетом, — например, с обязательной идентификацией пользователей».
Есть дочь.